# Friedrich Hammer (Bildhauer)

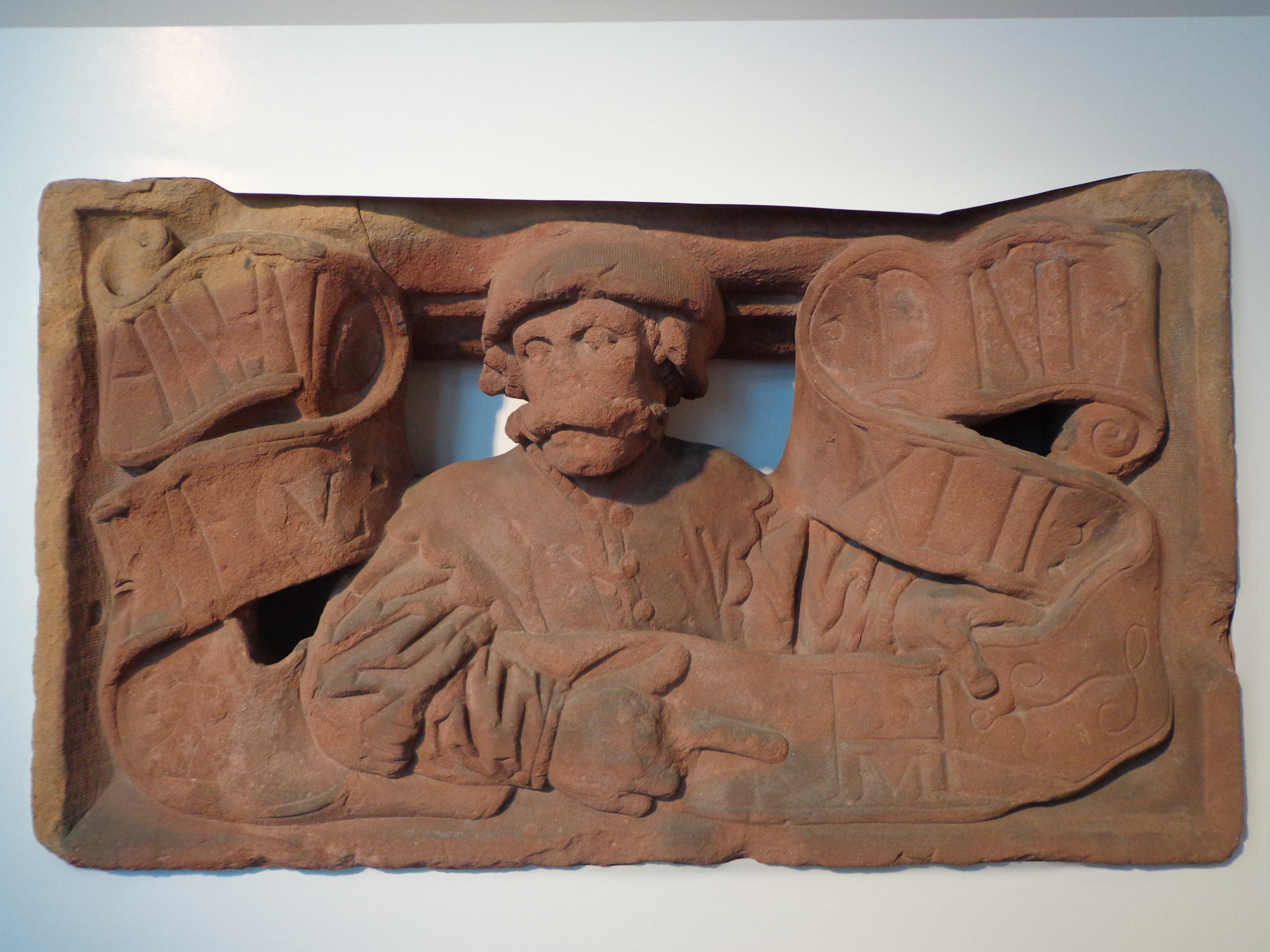
Selbstbildnis (1542) von Friedrich Hammer, signiert mit F. H. S. M. (= Friedrich Hammer, Steinmetz-Meister)

Friedrich Hammer, auch Fritz Hammer und (Französisch) Frédéric Hammer, war ein deutscher Bildhauer und Steinmetz der Nachgotik, der in den Jahren 1519–1544 in der Stadt Hagenau im Elsass tätig war, die damals ihre größte Blüte erlebte.
Friedrich Hammer war der Sohn des Bildhauers Hans Meiger von Werde, genannt Hans Hammer (oder Hammerer), der im benachbarten Straßburg tätig war. Zu seinen frühesten nachgewiesenen Werken zählen die Schlusssteine und sonstigen Reliefs in der Sakristei der Wallfahrtskirche vom Kloster Marienthal. Aus dem Jahr 1523 stammt das zwölf Meter hohe Sakramentshaus in der Kirche St. Georg. Das stadtgeschichtliche Museum Musée historique de Haguenau bewahrt ein Selbstbildnis (1542) des Künstlers auf, das vom 1784 abgerissenen ehemaligen Rathaus stammt. Alle diese sowie die weiteren erhaltenen Werke sind aus Sandstein gehauen.